# Pedro de Mercado y Peñalosa
Pedro de Mercado (Segovia, s. XV-1 de agosto de 1553) fue un magistrado español que llegó a ser consejero del Consejo de Castilla.

## Biografía
Fue hijo de Pedro de Mercado (-1508), noble de la villa de Arévalo y alcalde de Casa y Corte. Fue más conocido como el alcalde Mercado.
Tras graduarse en Leyes y gracias a las conexiones familiares comenzó su carrera como magistrado siendo oidor de la Chancillería de Granada.
Contrajo matrimonio con Catalina Briceño, hija de Rodrigo Ronquillo, importante apoyo de Carlos I de España durante la Guerra de las Comunidades, y gracias a las conexiones que este matrimonio le produjo las que le permitieron pasar a ser oidor de la Chancillería de Valladolid en 1530 tras la muerte del licenciado Contreras a través de la influencias de su suegro al cardenal Pardo de Tavera.
El 15 de octubre del años siguiente fue nombrado consejero del Consejo de Indias tras la muerte de Isunza, dejando el puesto el 2 de marzo de 1535, al ser nombrado Alcalde de Casa y Corte, siendo sucedido en el Consejo por Gutierre Velázquez, su elección como Alcalde de la Casa y Corte fue en un momento crítico ya que se estaban realizando los preparativos para la Jornada de Túnez.
El momento álgido de su carrera como magistrado se produjo al ser nombrado consejero del Consejo de Castilla el 1 de enero de 1537 en sustitución de Montoya, tras su regreso de la Jornada de Túnez. Este nombramiento se produjo para cubrir la vacante dejada por Gaspar de Montoya, fallecido en septiembre de 1536.
En 1538 recibió junto a miembros del Consejo de Indias, como Juan Suárez de Carbajal,  un privilegio por el cual se les otorgaba el alumbre procedente de Nicaragua y Nueva España.
En el 1542 estuvo presente en la Junta de Valladolid, en donde defendió junto a Sebastián Ramírez de Fuenleal la eliminación de las encomiendas en las Indias y las Leyes Nuevas, aunque se volvió a convocar una nueva Junta en el 1550.
Fue presidente del Concejo de la Mesta primero en el 1539, en 1544 y en el 1545.
Murió el 1 de agosto de 1553.

## Matrimonio y descendencia
De su matrimonio con Catalina Briceño tuvo descendencia:
- Ana de Peñalosa, casa con don Juan de Guevara (-1579) y sin descendencia que alcanzara la madurez.
- Luis Mercado de Peñalosa, que sería consejero del de Castilla como su padre.
- Pedro Mercado de Peñalosa,  militar que pasó a Indias y fue gobernador de Tucumán.
- Gonzalo Ronquillo, militar, que llegaría a ser capitán general de Filipinas.

### Individuales
1. 1 2  Gan Giménez, Pedro (1969). «El Consejo Real de Castilla: tablas cronológicas (1499-1558)». Chronica Nova: 5-179. ISSN 2445-1908.
2. ↑  Cañete, Manuel (1870). «Una zuiza en el siglo XVI». Memorias de la Real academia española 2: 164-165.
3. ↑  Beltrán de Heredia, Vicente (1 de enero de 2001). «1.120». Cartulario de la universidad de Salamanca (1218-1600).tomo III III. Ediciones Universidad de Salamanca. p. 463. ISBN 978-84-7800-912-1. Consultado el 26 de febrero de 2024.
4. 1 2  Proyectos, HI Iberia Ingeniería y. «Historia Hispánica». historia-hispanica.rah.es. Consultado el 2 de abril de 2024.